# Cypoides parachinensis
Cypoides parachinensis là một loài bướm đêm thuộc họ Sphingidae. Loài này có ở Miến Điện.